# Lech Wojtczak
Lech Kazimierz Wojtczak (ur. 10 sierpnia 1926 w Łęczycy, zm. 30 września 2019 w Warszawie) – polski biochemik, prof. zw. dr nauk przyrodniczych o specjalności bioenergetyka i błony biologiczne, członek rzeczywisty Polskiej Akademii Nauk (Wydział II Nauk Biologicznych i Rolniczych).

## Życiorys
W 1950 ukończył studia na Uniwersytecie Łódzkim. Od 1947 pracował w Instytucie Biologii Doświadczalnej im. Marcelego Nenckiego, włączonym w 1952 w struktury Polskiej Akademii Nauk. W 1954 otrzymał na Uniwersytecie Łódzkim stopień kandydata nauk, na podstawie pracy Badania nad enzymami oddechowymi mola woskowego, Galleria mellonella L., napisanej pod kierunkiem Włodzimierza Niemierki, w 1957 został mianowany w Instytucie Biologii Doświadczalnej docentem. W 1967 mianowany profesorem nadzwyczajnym, a w 1975 profesorem zwyczajnym.
W Instytucie Biologii Doświadczalnej im. M. Neckiego kierował kolejno pracowniami: Izotopów (1961–1963), Enzymologii (1963–1971), Biochemii Lipidów i Błon Biologicznych (1971–1991), Bioenergetyki, Błon Biologicznych i Regulacji Metabolizmu, w latach 1968–1971 był kierownikiem Zakładu Biochemii, a w latach 1990–1993 przewodniczącym Rady Naukowej. W swoich badaniach zajmował się własnościami błony mitochondrialnej, przemianami energetycznymi w komórce zwierzęcej. Prowadził także ćwiczenia na Uniwersytecie Łódzkim (1950–1954) i wykłady na Uniwersytecie Warszawskim (1955–2000). Wśród jego doktorantów był m.in. Jerzy Duszyński.
W 1971 został członkiem korespondentem, a w 1989 członkiem rzeczywistym PAN. W latach 1972–1975 był przewodniczącym Komitetu Cytobiologii PAN. W latach 1974–1980 i 2005–2008 był przewodniczącym Polskiego Towarzystwa Biochemicznego, w 1995 został jego członkiem honorowym.
Od 1952 był żonaty z Anną Wojtczak, z d. Drabczyk (1928–2012), również pracownikiem Instytutu Biologii Doświadczalnej im. Marcelego Nenckiego.

## Odznaczenia i wyróżnienia
- Złoty Krzyż Zasługi (1974)[9]
- Krzyż Kawalerski Orderu Odrodzenia Polski (1979)[9]
- Nagroda im. Jakuba Parnasa Polskiego Towarzystwa Biochemicznego (1987)[3]
- Krzyż Oficerski Orderu Odrodzenia Polski (1988)[3]
- doktorat honoris causa Akademii Medycznej w Magdeburgu (1988)[7]
- Krzyż Komandorski Orderu Odrodzenia Polski (2009)[10]